# 湯淺謙
湯淺謙（日语：／ Yuasa Ken，1916年10月23日—2010年11月2日），是第二次世界大戰時的一名日本軍醫。出生於埼玉縣，在日本侵華時期曾對中國戰俘進行活體解剖。日本投降後被逮捕，關押在中國的戰犯管理所。在受到中國人道對待後，他深刻認識到自身所犯罪行進行深刻的反省。後來他被免於起訴並回到日本。此後，他成為中國歸還者聯絡會的會員，宣傳和平反戰和日中友好。他證實了活體解剖事件的存在，並結合自身戰爭經歷，控訴戰爭愚弄人民。

## 曾參與電視節目

### 紀錄片
英國廣播公司: Emperor Hirohito